# Rickey Green
Rickey Green (* 18. August 1954 in Chicago, Illinois, Vereinigte Staaten) ist ein ehemaliger US-amerikanischer Basketballspieler, der 15 Jahre lang auf der Position des Point Guards in der NBA spielte. 

## Karriere
Green spielte zwischen 1977 und 1992 für acht verschiedene NBA-Teams. Seine erfolgreichste Zeit war dabei bei den Utah Jazz, bei denen er acht Jahre unter Vertrag stand. Dort spielte er an der Seite von Adrian Dantley, Karl Malone und John Stockton, der Green 1987 als startender Point Guard für die Jazz beerbte. 1984 wurde Green ins NBA All-Star Game eingeladen. Seine individuell beste Saison hatte er 1982/83, als er 14,3 Punkte, 8,9 Assists und 2,7 Steals pro Spiel erzielte.